# محمد پرویزی
محمد پرویزی فارغ التحصل رشته نقاشی در مقطع کارشناسی و رشته طراحی صنعتی در مقطع کارشناسی ارشد و هنرمند بینارشته ای ( Interdisciplinary artist )است. که فعالیت‌ هنری خود رااز سال ۱۳۸۰ آغاز کرده است. 

## آثار
سینمایی
- زیر نور کم ( اکران ۱۳۹۹)کارگردان و نویسنده
- لابی (۱۳۹۵ کارگردان و نویسنده)
- سمفونی تولد (۱۳۹۴ کارگردان و نویسنده)

نمایش
- نمایش بانوی خیال (۱۳۸۴ کارگردان و نویسنده) - تالار وحدت

ویدئوآرت
- هفت پرتره از نگار(ویدئو پرفورمنس ۱۳۹۱)- بنیاد لاجوردی
- نزدیکتر بیا، نزدیکتر. نزدیکتر ازاین ... (ویدئو پرفورمنس ۱۳۹۰)- گالری شیرین
- میراث پدری (ویدئو آرت ۱۳۸۶)- خانه هنرمندان
- مخدوش اما متناوب (ویدئوآرت ۱۳۸۵) خانه هنرمندان

متن
انتشاربیش از ۵۰ مقاله بینارشته ای در نشریات تخصصی